# NGC 6129
NGC 6129 (другие обозначения — MCG 6-36-37, ZWG 196.48, NPM1G +38.0362, PGC 57920) — линзообразная галактика (S0) в созвездии Северная Корона.
Этот объект входит в число перечисленных в оригинальной редакции «Нового общего каталога».